# Katja Riemann
Katja Hannchen Leni Riemann (Weyhe, 1º novembre 1963) è un'attrice, cantante e scrittrice tedesca.
Dopo le prime prove in una serie di film brillanti, è diventata una delle attrici drammatiche più popolari in Germania.

## Biografia
Katja Riemann è figlia di due insegnanti; ha un fratello e una sorella. Dopo il diploma superiore ha seguito corsi di danza e di teatro, debuttando come attrice cinematografica sul finire degli anni ottanta. Nel 1993 ha interpretato il suo primo film importante, la commedia Donne senza trucco, diretta da Katja von Garnier; è seguito il brillante Tutti lo vogliono, con Til Schweiger quale partner, per la regia di Sönke Wortmann; quindi è stata la volta di Le tre prove di Fred, un fantasy. Ma il lungometraggio che ha fatto dell'attrice una stella di prima grandezza è sicuramente il film musicale Bandits, storia dell'evasione di quattro musiciste detenute: Katja Riemann, osannata tra l'altro per il suo talento canoro, ha così intrapreso anche una carriera di cantante. Subito dopo ha fatto parte del cast di Comedian Harmonists, grande successo in Germania.
Nel 2001 l'attrice ha lavorato in Nobel, pellicola dell'italiano Fabio Carpi, dai risvolti malinconici. Nel 2003 ha ricevuto la Coppa Volpi, per il ruolo da protagonista nel drammatico Rosenstrasse, ambientato durante la seconda guerra mondiale. Tra i film successivi è da ricordare Shangai Baby, interpretato insieme a Bai Ling, e Lui è tornato,  diretto da David Wnendt. Nel terzo millennio Katja Riemann è stata artisticamente attiva su molti fronti, lavorando in teatro e scrivendo una serie di libri per l'infanzia, ma senza mai prendersi pause cinematografiche troppo lunghe.

## Vita privata
Dalla relazione con l'attore e regista Peter Sattmann è nata una figlia, Paula, che diventata a sua volta donna di spettacolo si fa chiamare Paula Riemann, usando dunque il cognome di Katja.

## Filmografia parziale

### Cinema
- Donne senza trucco (Abgeschminkt!), regia di Katja von Garnier (1993)
- Tutti lo vogliono (Der bewegte Mann), regia di Sönke Wortmann (1994)
- Comedian Harmonists, regia di Joseph Vilsmaier (1999)
- Nobel, regia di Fabio Carpi (2001)
- Rosenstrasse, regia di Margarethe von Trotta (2003)
- Bibi, piccola strega 2 (Bibi Blocksberg und das Geheimnis der blauen Eulen), regia di Franziska Buch (2004)
- Io sono l'altra (Ich bin die andere), regia di Margarethe von Trotta (2006)
- Mein Führer - La veramente vera verità su Adolf Hitler (Mein Führer – Die wirklich wahrste Wahrheit über Adolf Hitler), regia di Dani Levy (2007)
- Blood and Chocolate (Blood & Chocolate), regia di Katja von Garnier (2007)
- Shanghai Baby, regia di Berengar Pfahl (2007)
- Fuck you, prof! (Fack ju Göhte), regia di Bora Dağtekin (2013)
- Fuck you, prof! 2 (Fack ju Göhte 2), regia di Bora Dağtekin (2015)
- Lui è tornato (Er ist wieder da), regia di David Wnendt (2015)
- Fuck you, prof! 3 (Fack ju Göhte 3), regia di Bora Dağtekin (2017)

### Televisione
- Faber l'investigatore – serie TV, 2 episodi (1988, 1992)
- Tatort – serie TV, 3 episodi (1989, 2000, 2013)
- Balzac - Una vita di passioni, regia di Josée Dayan – film TV (1999)
- Vulcano, regia di Uwe Janson – film TV (2009)
- Il barone di Münchhausen (Baron Münchhausen), regia di Andreas Linke – miniserie TV (2012)

## Doppiatrici italiane
Nelle versioni in italiano dei suoi film, Katja Riemann è stata doppiata da: 
- Barbara Castracane in Fuck you, prof!, Fuck you, prof! 2, Lui è tornato
- Antonella Rendina in Bibi, piccola strega, Bibi, piccola strega 2
- Emanuela Rossi in Tutti lo vogliono
- Beatrice Margiotti in Blood and Chocolate
- Olivia Manescalchi in Shanghai Baby
- Isabella Pasanisi ne Il barone di Münchhausen